# Veľký Lipník
Veľký Lipník és un poble i municipi d'Eslovàquia. Es troba a la regió de Prešov, al nord del país.

## Història
La primera referència escrita de la vila data del 1338.

## Demografia
| Godina             | 1994 | 2004   | 2014   | 2024   |
| ------------------ | ---- | ------ | ------ | ------ |
| Nombre de persones | 980  | 1010   | 977    | 895    |
| Diferència         |      | +3,06% | −3,26% | −8,39% |

| Godina             | 2023 | 2024   |
| ------------------ | ---- | ------ |
| Nombre de persones | 901  | 895    |
| Diferència         |      | −0,66% |